# Iodictyum alatum
Iodictyum alatum är en mossdjursart som beskrevs av Powell 1967. Iodictyum alatum ingår i släktet Iodictyum och familjen Phidoloporidae. Inga underarter finns listade i Catalogue of Life.